# Rubens (krater)
Rubens är en nedslagskrater på planeten Merkurius, med en diameter på ungefär 158 kilometer.
1979 uppkallades kratern efter målaren Peter Paul Rubens.